# Zapovednik Zejski
Zapovednik Zejski (Russisch: Зейский государственный природный заповедник) is een strikt natuurreservaat gelegen in de oblast Amoer in het Russische Verre Oosten. De oprichting tot zapovednik vond plaats op 3 oktober 1963 per decreet (№ 4298/1963) van de Raad van Ministers van de Russische SFSR. Zapovednik Zejski heeft een oppervlakte van 994,3 km². Ook werd er een bufferzone van 340 km² ingesteld.

## Kenmerken
Zapovednik Zejski ligt op de oostelijke hellingen van de Toekoeringrarug. De oostgrens van het reservaat volgt het Zejareservoir over een lengte van 135 km. Aan de westzijde grenst het reservaat over een lengte van 44 km aan de autoweg tussen de stad Zeja en het plaatsje Zolotoja Gora. In het reservaat zijn meer dan 200 kleine rivieren en beken aanwezig. Deze variëren qua lengte tussen de 0,5 en 27 km en hebben een gezamenlijke lengte van ongeveer 500 km. De meeste rivieren hebben een bergachtig karakter, met vele stroomversnellingen en een hoge stroomsnelheid. 's Winters bevriezen deze rivieren tot aan de bodem toe.

## Klimaat
Zapovednik Zejski kent een gematigd tot koud landklimaat met moessonachtige eigenschappen. Het gebied kent qua temperatuur een grote amplitude, met een jaarlijkse gemiddelde temperatuur in januari van −28,8°C, terwijl deze in de juli op 19,7°C ligt. De gemiddelde jaarlijkse hoeveelheid neerslag ligt op 515,2 mm.

## Flora
Het reservaat ligt in het zuiden van de taigagordel en is voor meer dan 90% bebost. Op de warme, zuidelijke berghellingen van Zapovednik Zejski, alsmede langs het Zejareservoir groeit met name de Mongoolse eik (Quercus mongolica) en de amoerlinde (Tilia amurensis). Hogerop worden deze bossen vervangen door lariksbossen, met de Aziatische lariks (Larix gmelinii) en een toevoeging van Aziatische berk (Betula platyphylla) en jezospar (Picea jezoensis). Tussen 1.000 en 1.300 meter hoogte zijn vooral donkere sparrenbossen te vinden, bestaande uit Siberische spar (Picea obovata) en jezospar. De flora van Zapovednik Zejski bestaat uit 710 vastgestelde vaatplanten, waarvan er 28 op de Russische rode lijst van bedreigde soorten staan. Enkele voorbeelden hiervan zijn de kapjesorchis (Neottianthe cucullata), spookorchis (Epipogium aphyllum), Cypripedium macranthos, Cypripedium guttatum en Lilium pumilum.

## Dierenwereld
In Zapovednik Zejski zijn 53 soorten zoogdieren vastgesteld. In de hooggelegen, mossige sparrenbossen leeft bijvoorbeeld het zeldzame Siberisch muskushert (Moschus moschiferus). Andere hoefdieren in het reservaat zijn het oessoerihert (Cervus canadensis xanthopygus), eland (Alces alces cameloides), Siberisch ree (Capreolus pygargus) en sporadisch ook het wild zwijn (Sus scrofa). Roofdieren in het reservaat zijn onder meer de bruine beer (Ursus arctos), veelvraat (Gulo gulo) en wolf (Canis lupus). Enkele andere vermeldenswaardige zoogdieren zijn de gewone vliegende eekhoorn (Pteromys volans), Siberische grondeekhoorn (Tamias sibiricus) en noordelijke fluithaas (Ochotona hyperborea).
In het reservaat zijn 230 vogelsoorten vastgesteld. Binnen de onderfamilie van de ruigpoothoenders is het hazelhoen (Tetrastes bonasia) de meest wijdverspreide en talrijke soort. Daarnaast is ook de rotsauerhoen (Tetrao urogalloides) veelvoorkomend. Boven de boomgrens worden zij vervangen door het moerassneeuwhoen (Lagopus lagopus) en het alpensneeuwhoen (Lagopus muta). De meest interessante vertegenwoordiger binnen deze groep is misschien wel het spitsvleugelhoen (Falcipennis falcipennis), een soort die grotendeels beperkt is in zijn verspreidingsgebied tot het Russische Verre Oosten. Andere vogels zijn bijvoorbeeld de harlekijneend (Histrionicus histrionicus), drieteenspecht (Picoides tridactylus), Japanse pestvogel (Bombycilla japonica), bladkoning (Phylloscopus inornatus), blauwstaart (Tarsiger cyanurus), mugimakivliegenvanger (Ficedula mugimaki), alpenheggenmus (Prunella collaris), grote gele kwikstaart (Motacilla cinerea) en wilgengors (Emberiza aureola).
Vermeldenswaardig is ook het voorkomen van Actias artemis, een groenkleurige vlinder uit de familie der nachtpauwogen.